# Aleksandras Antipovas
Aleksandras Antipovas (* 9. März 1955 in Bagdonys, Rajongemeinde Kupiškis) ist ein ehemaliger litauischer Langstreckenläufer.
Bei den Crosslauf-Weltmeisterschaften 1977 in Düsseldorf kam er auf den 20. Platz und gewann Bronze mit der sowjetischen Mannschaft.
1978 holte er bei den Crosslauf-WM in Glasgow Silber und bei den Leichtathletik-Europameisterschaften in Prag Bronze über 10.000 m.
Im Jahr darauf gewann er bei den Crosslauf-WM 1979 in Limerick Bronze in der Einzel- und in der Mannschaftswertung. Über 10.000 m wurde er Zweiter beim Leichtathletik-Europacup in Turin und Dritter beim Leichtathletik-Weltcup in Montreal.
1980 wurde er bei den Crosslauf-WM in Paris Sechster und schied bei den Olympischen Spielen in Moskau über 10.000 m im Vorlauf aus.
Bei den Crosslauf-WM 1982 in Rom belegte er den 19. Rang und gewann mit der Mannschaft Bronze.

## Persönliche Bestzeiten
- 3000 m: 7:50,20 min, 30. Juni 1978, Dortmund
- 5000 m: 13:17,9 min, 8. Juni 1979, Sotschi (litauischer Rekord)
- 10.000 m: 27:31,50 min, 29. August 1978, Prag (litauischer Rekord)